# Говьештица
Говье́штица (серб. Говјештица / Govještica) — большая карстовая пещера, расположенная в каньоне Прача у левого притока реки Дрина в горном массиве Романия. В административном отношении принадлежит к муниципалитету Рогатица, Республика Сербская, Босния и Герцеговина, находится на расстоянии двадцати одного километра от города.

## История исследований
Говьештица долгое время оставалась неизвестной и впервые была обнаружена лишь в начале XX века, когда в 1906 году в результате строительства железнодорожной линии Сараево—Вишеград произошло обрушение части скальных пород и открылся вход в пещеру. Первые упоминания об исследовании пещеры датируются 1911 годом, тем не менее, исследователям удалось пройти вглубь лишь на 100 метров — дальнейшее продвижение было слишком опасным и требовало специального оборудования. С этих пор пещера стала довольно популярной среди туристов, хотя серьёзным её изучением тогда никто не занимался. В биологической и палеонтологической литературе 1960-х — 1970-х годов Говьештица упоминается лишь вскользь без каких бы то ни было научных данных.
Серьёзный сдвиг в изучении пещеры произошёл только в 2010 году, когда сюда приехала группа итальянских спелеологов из Болоньи и Новары — в сотрудничестве с местными учёными из Боснии и Герцеговины при содействии Центра карста и спелеологии Сараево они добились определённых успехов в исследовании: составили подробную карту туннелей, задокументировали новые ответвления, с которыми общая длина пещеры составляла около 1200 метров. Всего в период 2010—2013 годов было предпринято несколько научных экспедиций, недалеко от входа появился небольшой исследовательский лагерь, к процессу изучения подключились многие специалисты из других городов. Со временем исследователи продвигались всё дальше и дальше, так, в 2011 году длина изученной части пещеры составляла 3800 метров, в 2012 году — уже 7715 метров и, наконец, в 2013 году исследователи назвали окончательную на данный момент длину — 9682 метра. Таким образом, Говьештица является самой большой пещерой на территории Боснии и Герцеговины, опережая по длине предыдущих лидеров Печина Извор Мокраньске Миляцке (7200 м) и Вьетреницу (6700 м).
В ходе экспедиций проводились биологические исследования залов пещеры, собирались образцы минеральных и органических материалов. В пещере была обнаружена колония летучих мышей, были найдены множественные осколки черепов и костей пещерного медведя, доисторического вида, который, как считается, вымер около 15 тыс. лет назад. Кроме того, внутри учёными найдены редкие насекомые семейства лейодидов.
Говьештица входит в число объектов, подлежащих защите по классификации Международного союза охраны природы.

## Галерея

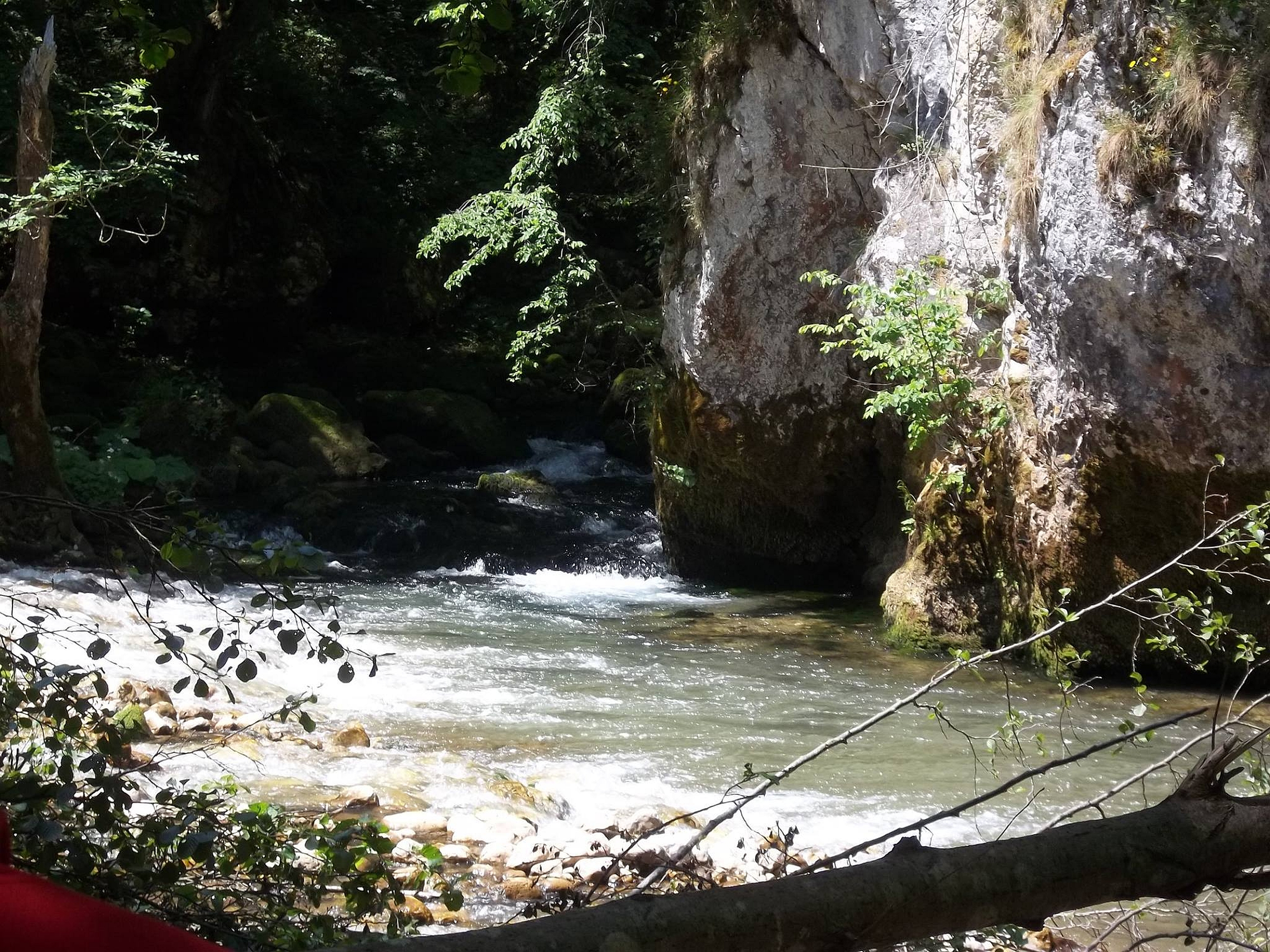
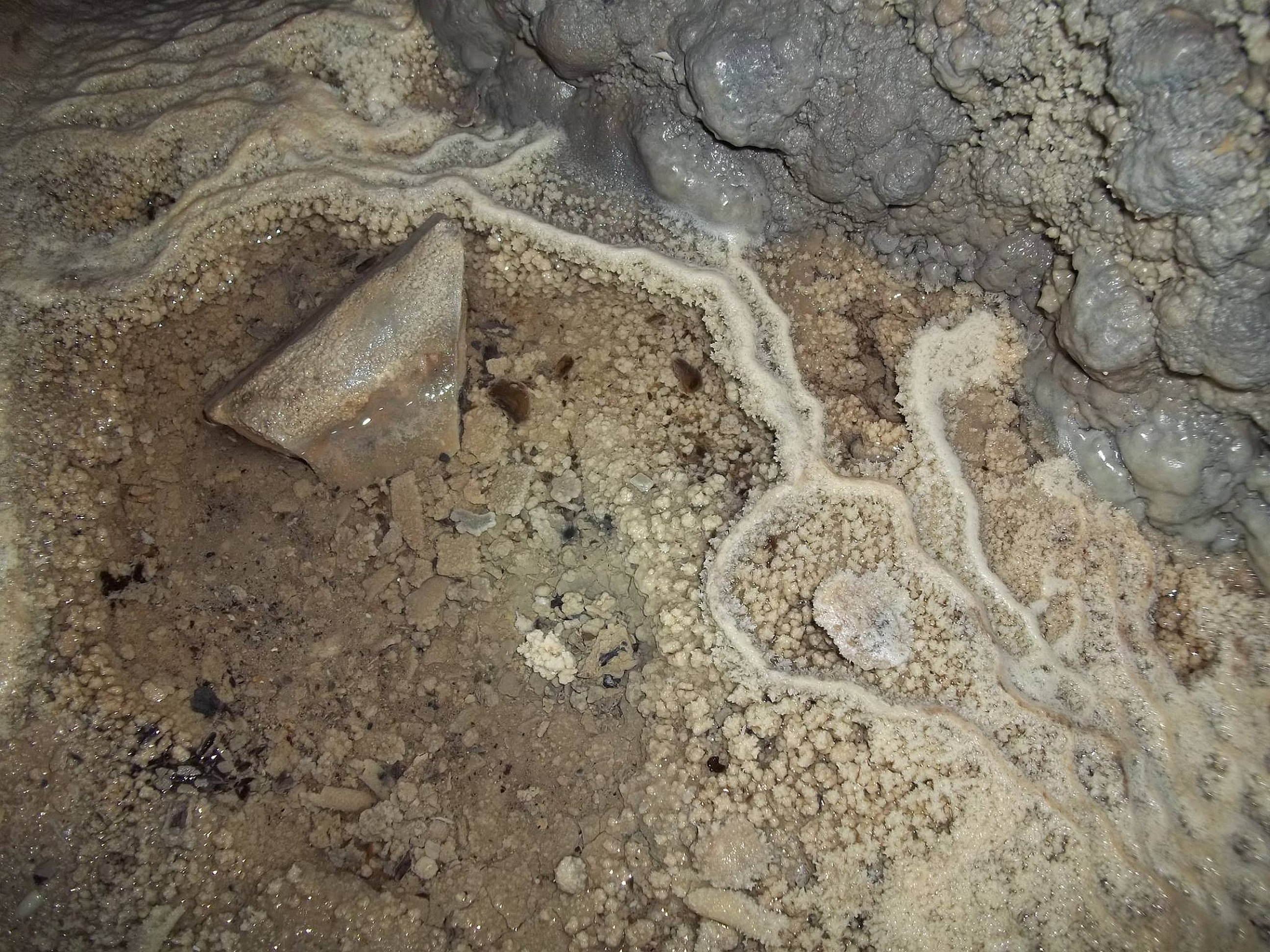
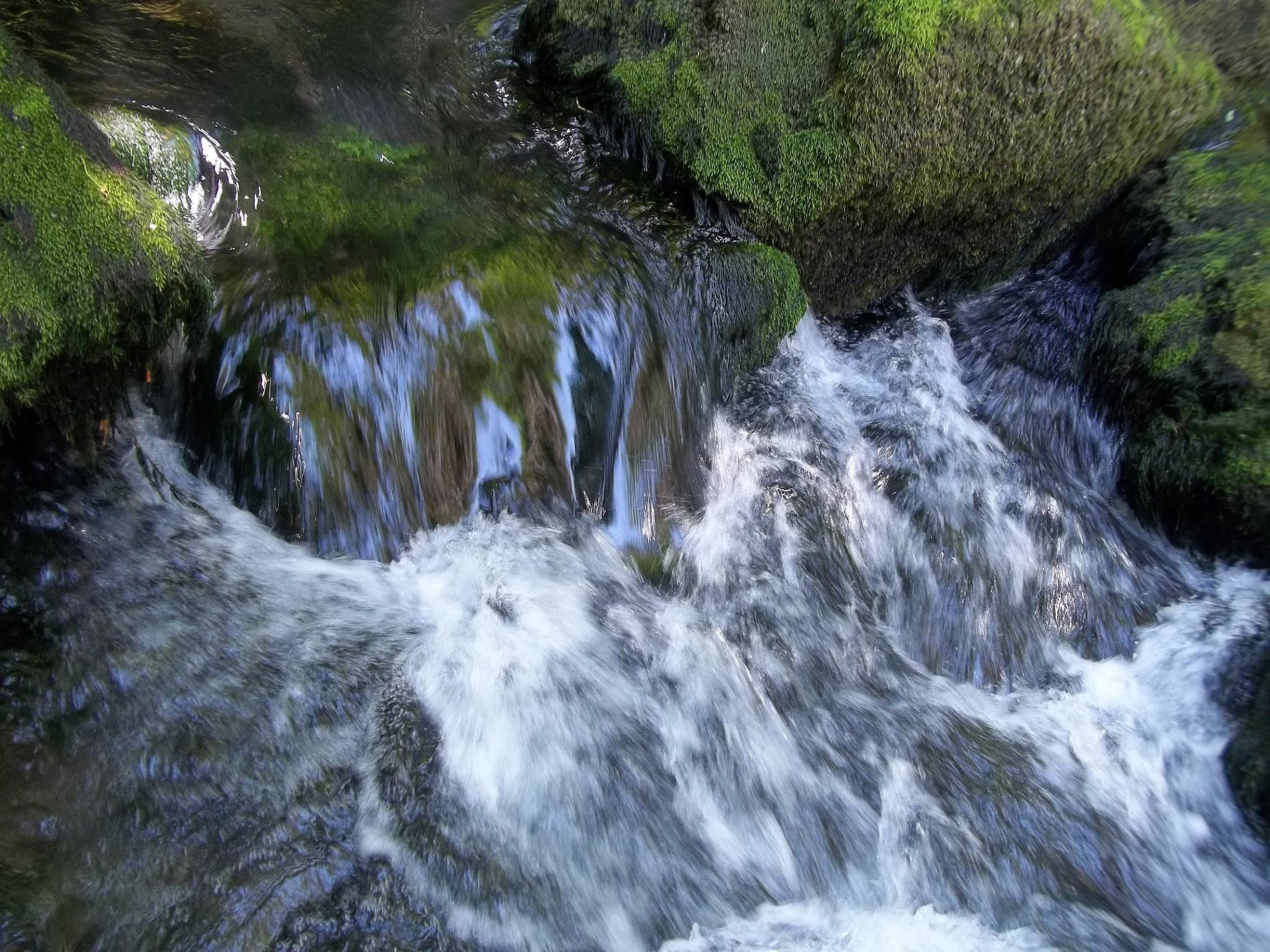
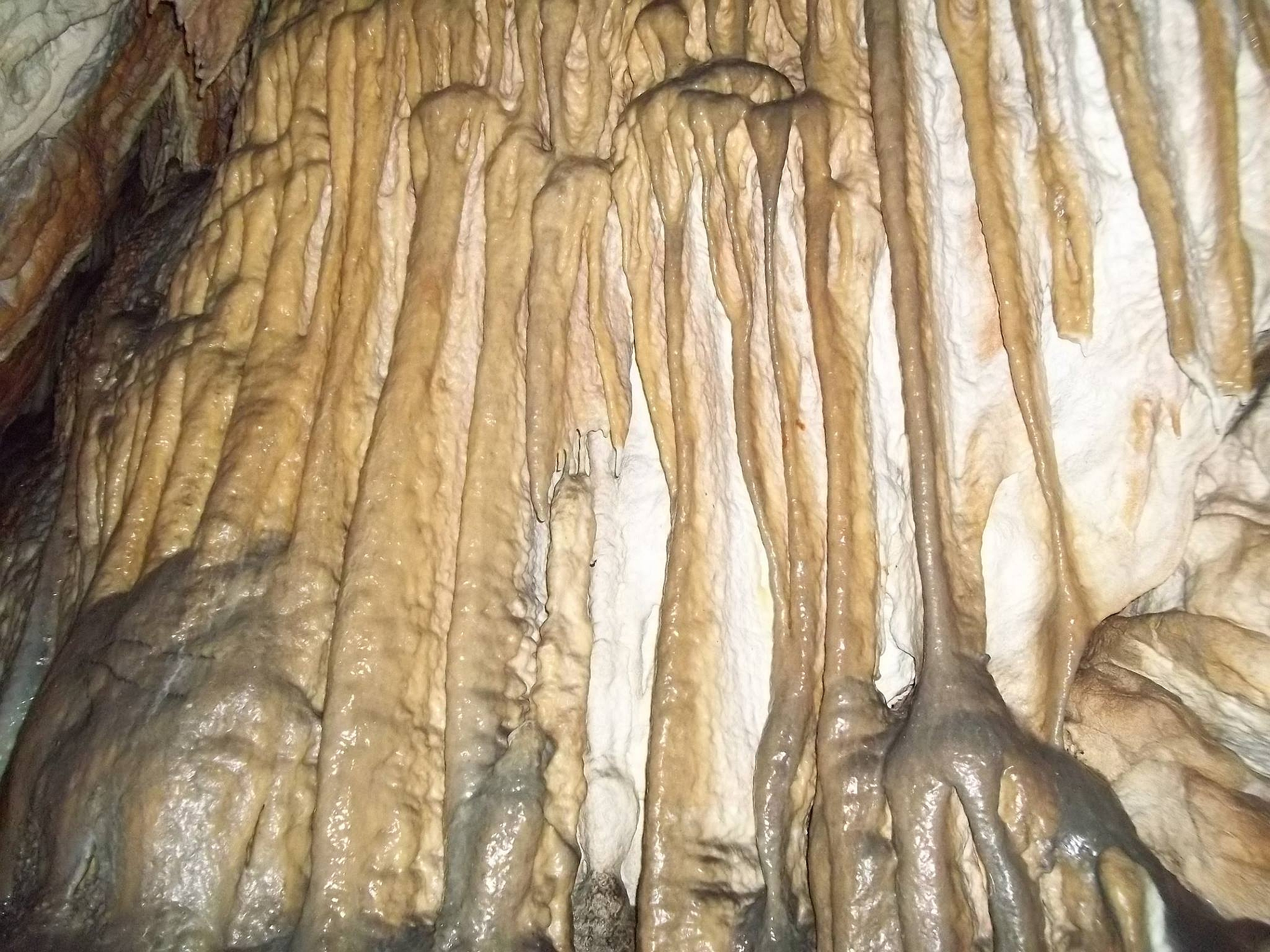
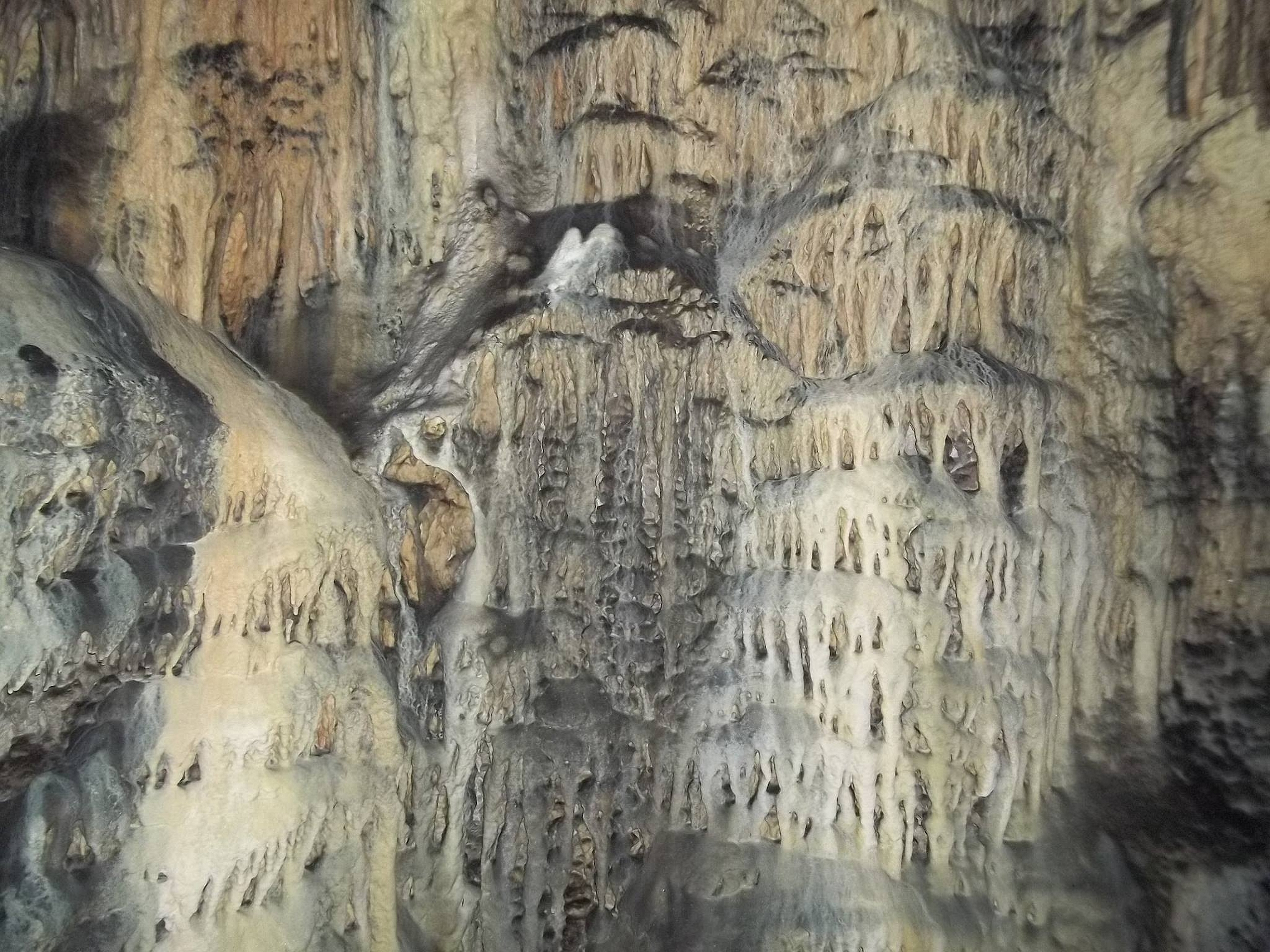
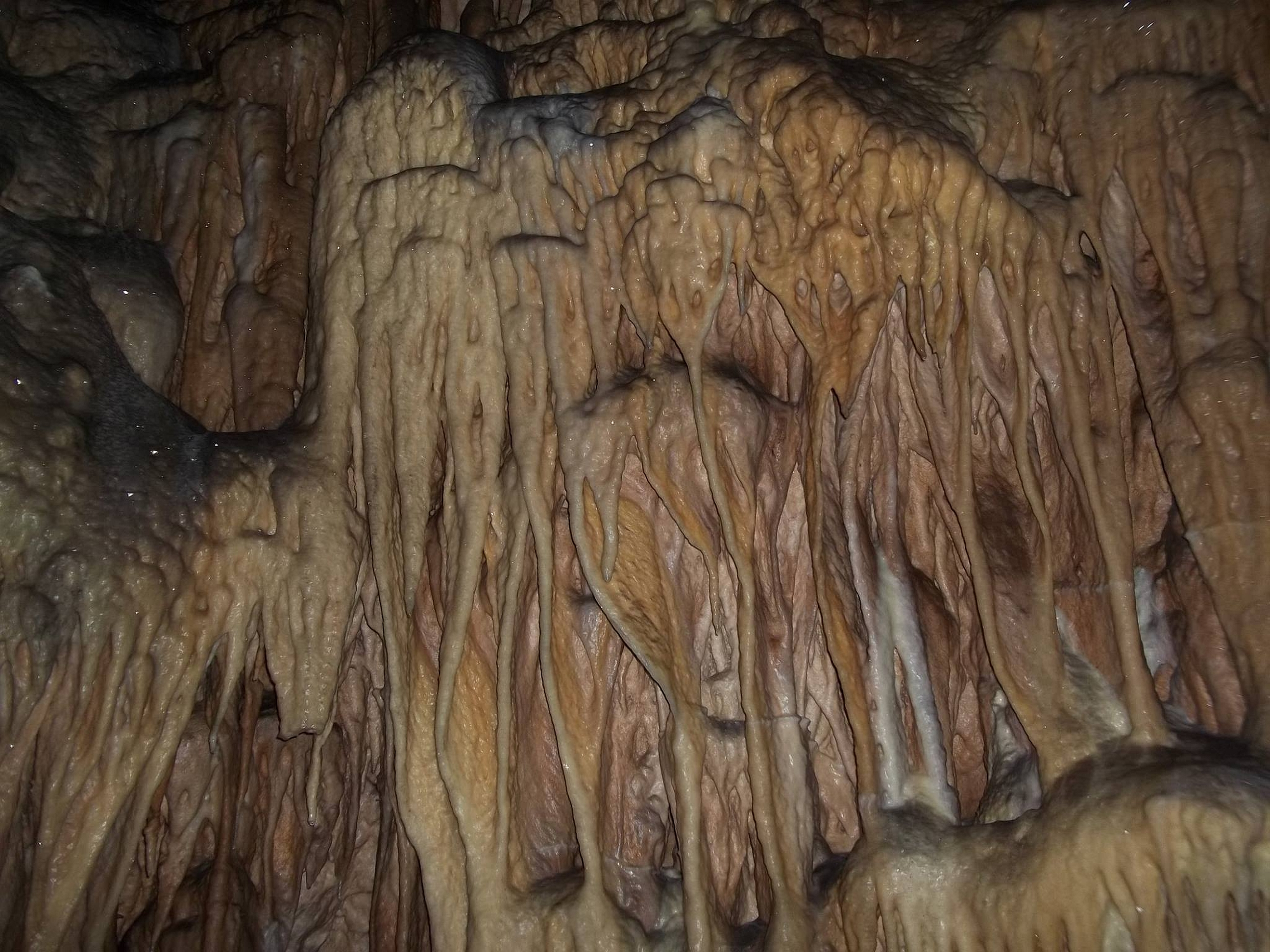
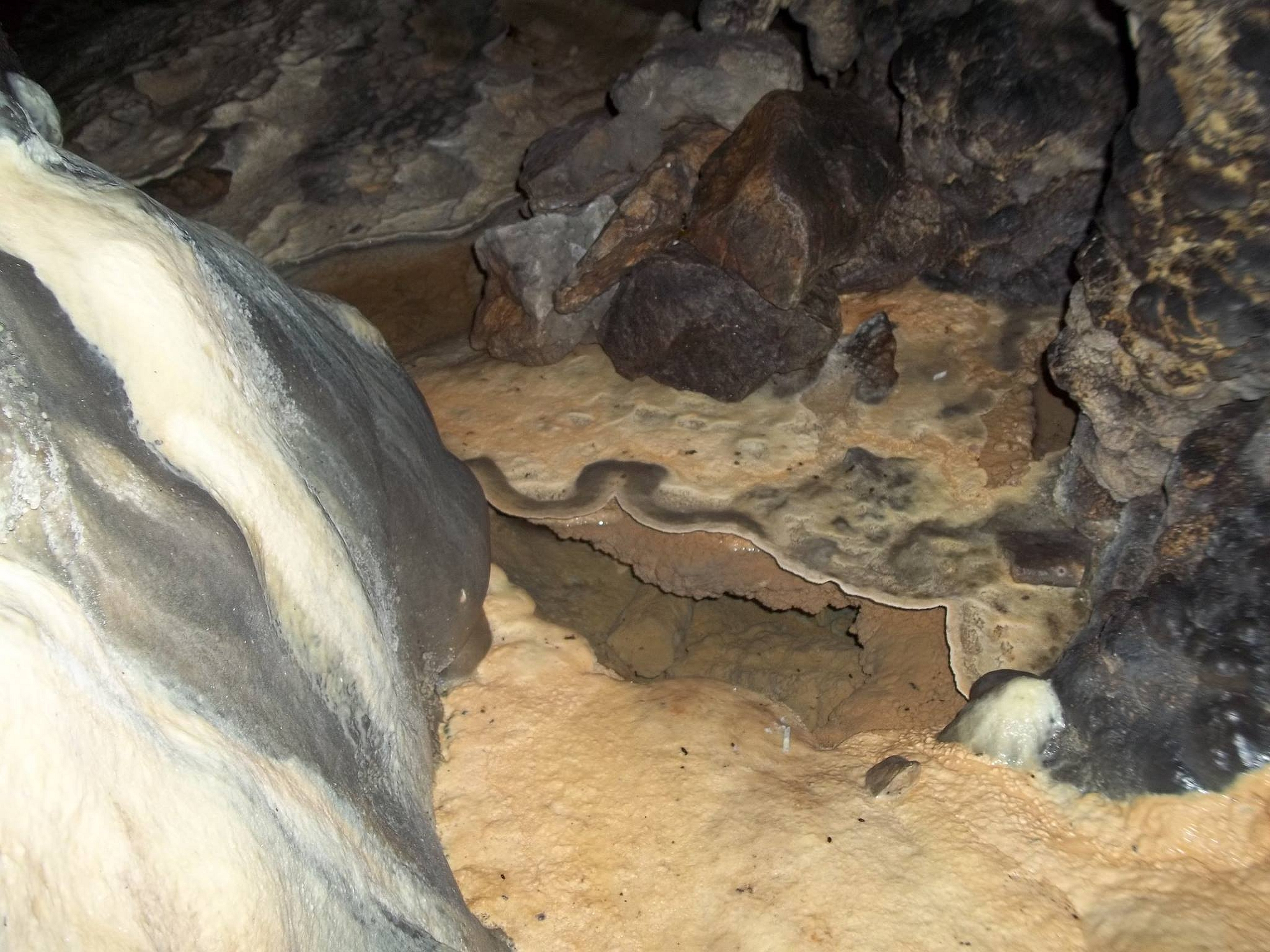
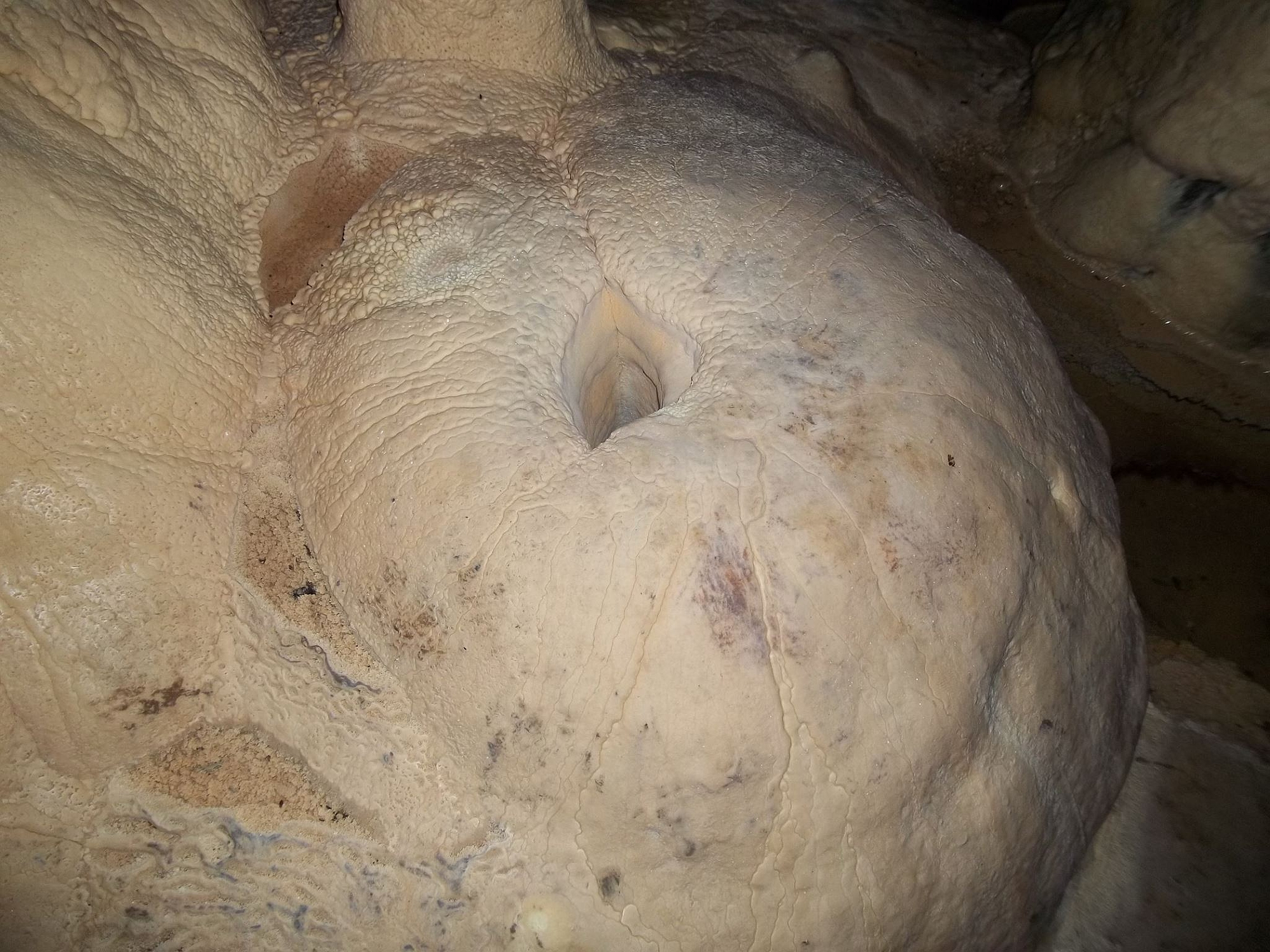
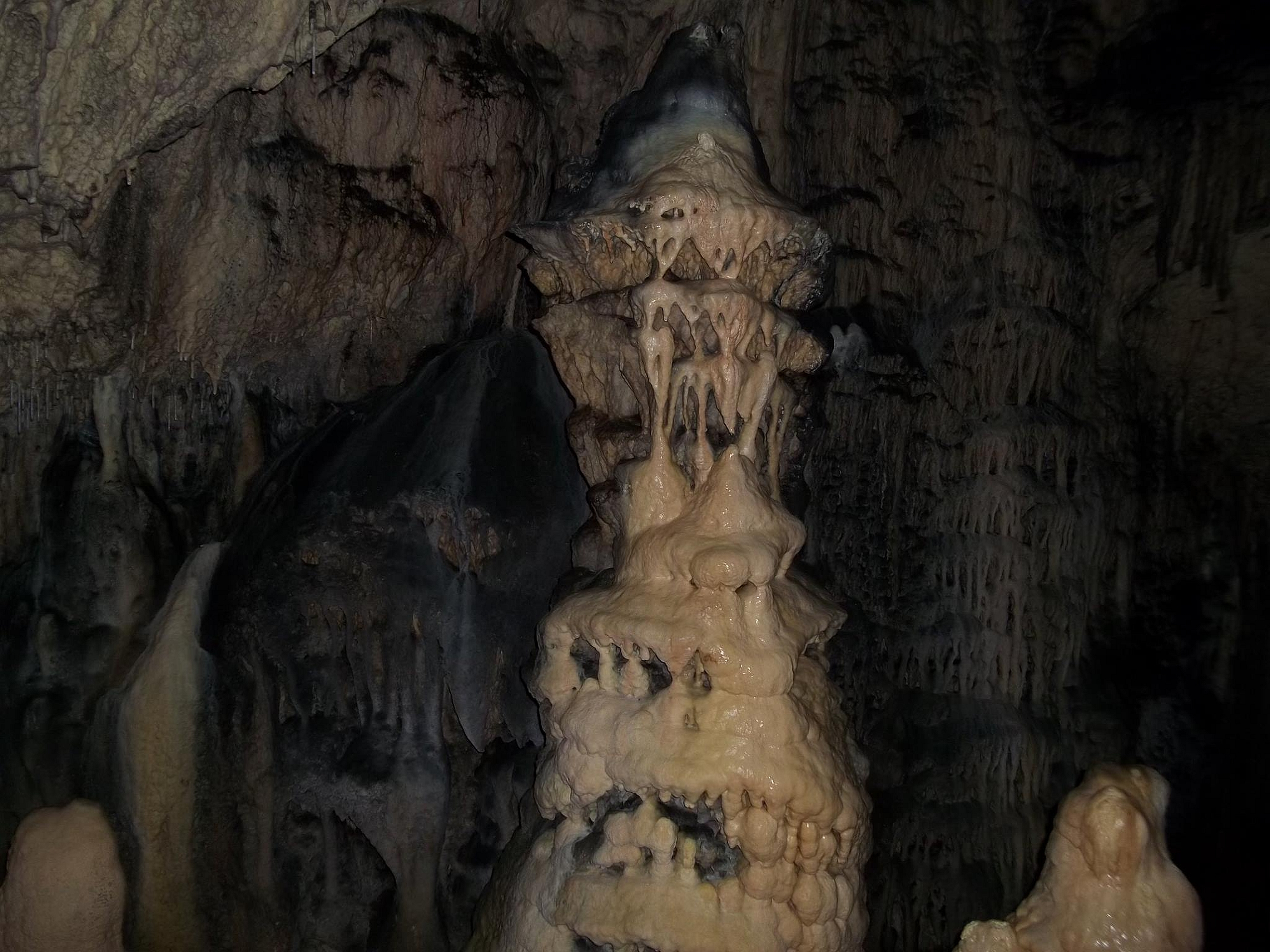
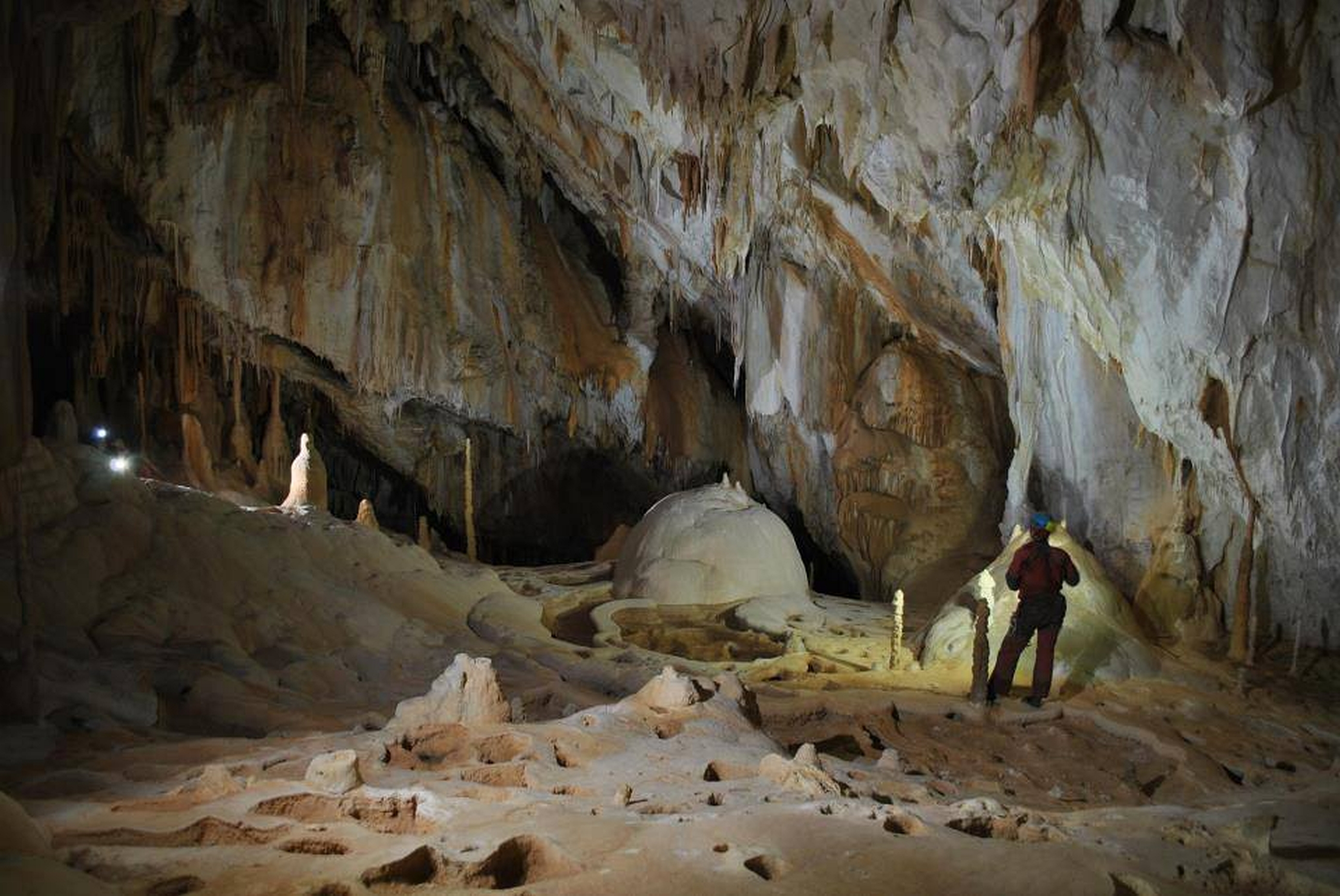
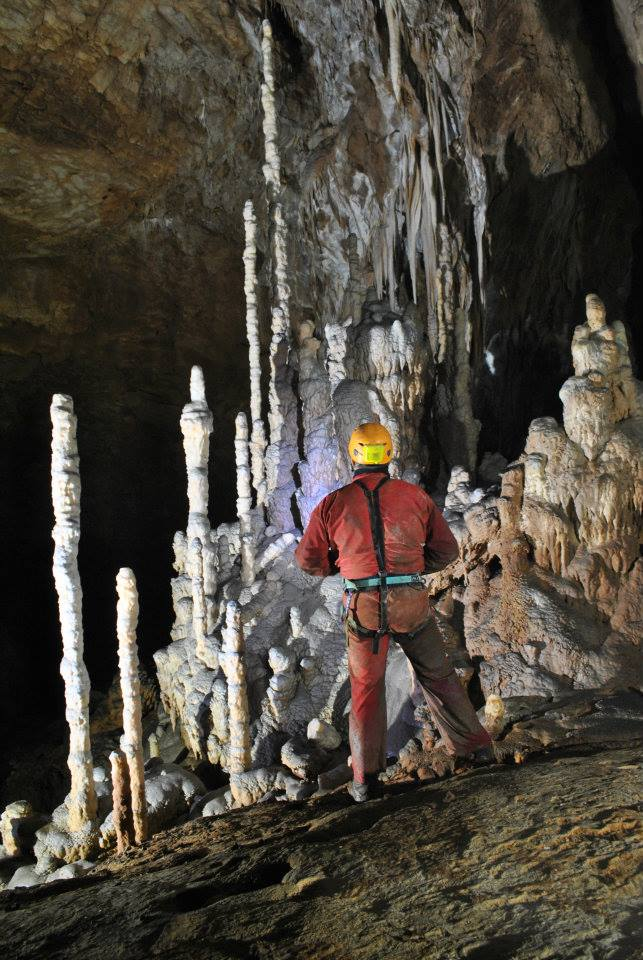
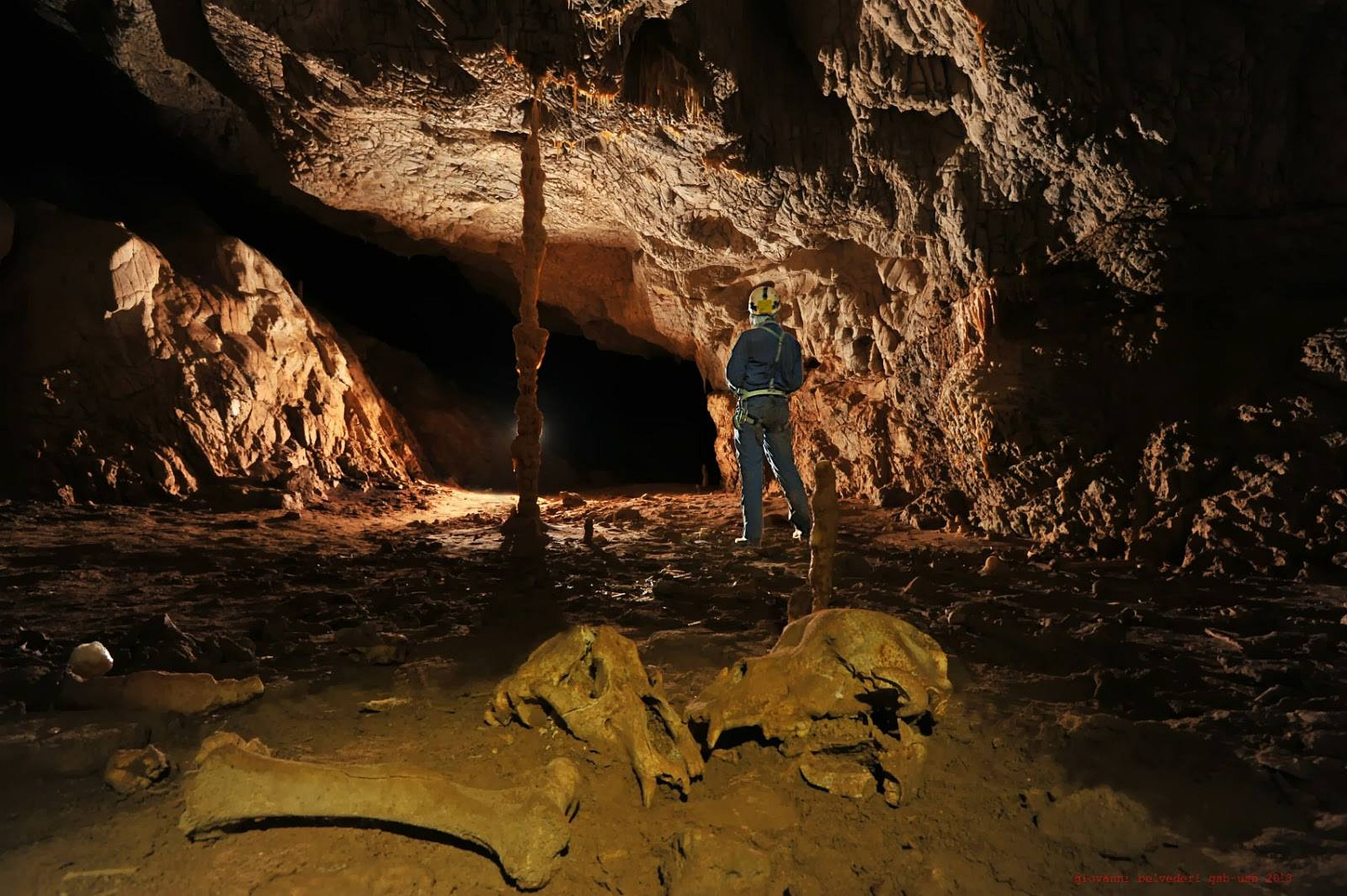